# DeAndre' Bembry
DeAndre' Bembry (Charlotte, 4 de julho de 1994) é um jogador norte-americano de basquete profissional que atualmente joga pelo Milwaukee Bucks da NBA.
Ele jogou basquete universitário por Saint Joseph's e foi selecionado pelo Atlanta Hawks como a 21ª escolha geral no Draft da NBA de 2016.

## Carreira no ensino médio
Bembry frequentou a Rocky River High School antes de se transferir para a St. Patrick High School, onde obteve médias de 21,8 pontos e 9,0 rebotes quando se formou, ganhando uma seleção para a Primeira-Equipe de Nova Jersey e sendo nomeado o Jogador do Ano da Union County de 2013.

## Carreira universitária

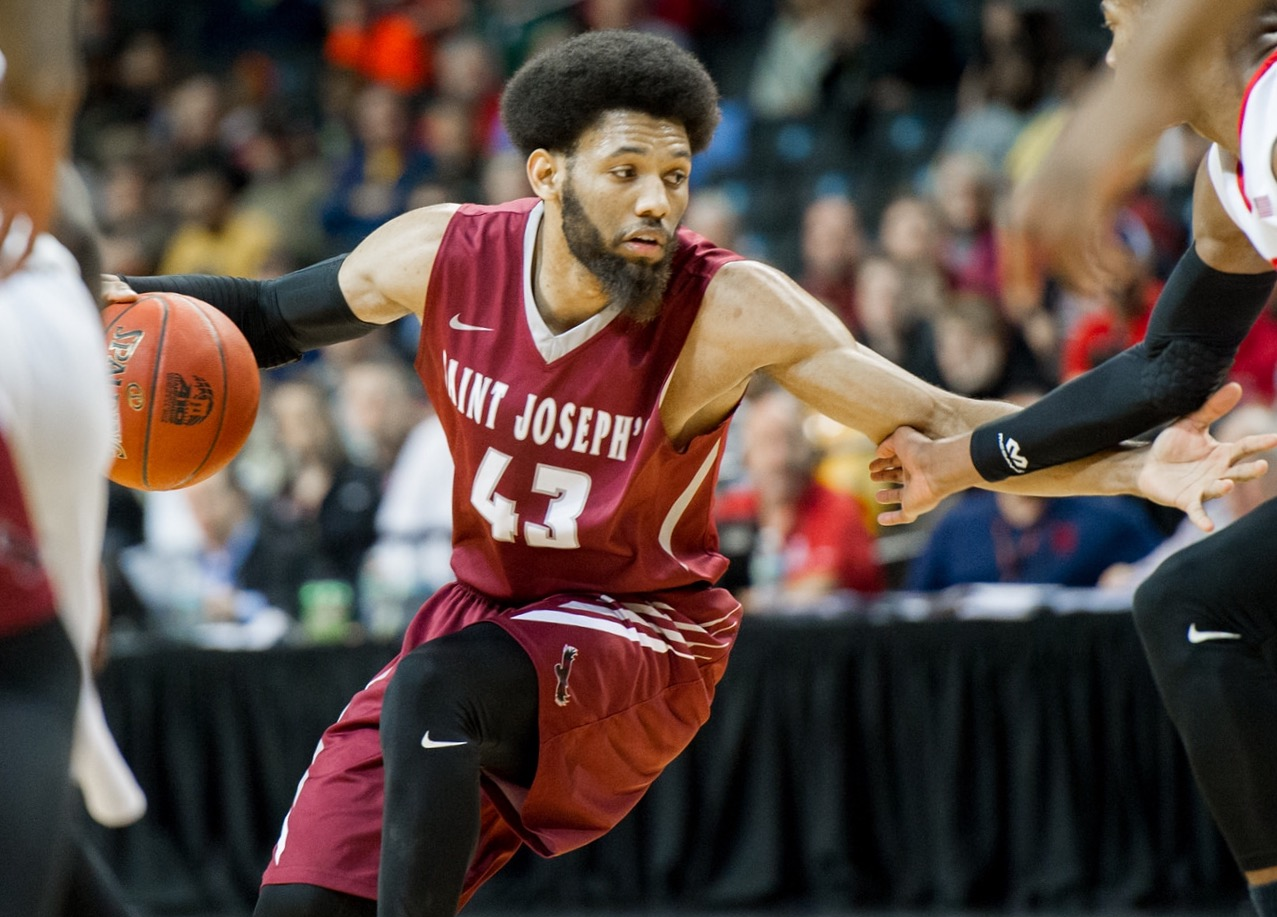
Bembry no Torneio da Atlantic 10 de 2016

Como calouro, Bembry ganhou o Prêmio de Novato do Ano da Atlantic 10 e ajudou a liderar Saint Joseph ao seu primeiro Torneio da NCAA desde 2008 ao vencer o título da conferência. Em 34 jogos, ele teve médias de 12,1 pontos, 4,5 rebotes e 2,7 assistências.
Na segunda temporada de Bembry, ele liderou a equipe em pontos (17,7), rebotes (7,7), assistências (3,6) e roubadas de bola (1,9). Ele também foi nomeado para a Primeira Equipe da Atlantic 10.
Em sua terceira temporada, Bembry foi novamente nomeado para a Primeira Equipe da Atlantic 10 e ganhou o prêmio de Jogador do Ano da Atlantic 10. Ele levou a equipe a uma segunda participação no Torneio da NCAA em três anos depois de vencer o título da conferência. Na final contra VCU, Bembry marcou 30 pontos. Eles derrotaram Cincinnati na primeira rodada, antes de perder para Oregon na Rodada de 32 do Torneio da NCAA.

## Carreira profissional

### Atlanta Hawks (2016–2020)
Em 23 de junho de 2016, Bembry foi selecionado pelo Atlanta Hawks como a 21ª escolha geral no Draft da NBA de 2016. Em 15 de julho de 2016, ele assinou seu contrato de novato com os Hawks.
Em 27 de outubro de 2016, ele fez sua estreia na NBA na vitória dos Hawks sobre o Washington Wizards por 114-99 e registrou dois pontos e um rebote em dois minutos. Em fevereiro de 2017, ele marcou 10 pontos em dois jogos diferentes. Durante sua temporada de estreia, ele jogou alguns jogos com o Salt Lake City Stars da G-League.
Em 13 de setembro de 2017, Bembry foi descartado por quatro a seis semanas após ter uma lesão no tríceps direito. Em 5 de janeiro de 2018, ele sofreu uma distensão no adutor esquerdo, o que o deixou de fora pelo resto do mês.
Em 24 de outubro de 2018, Bembry teve 16 rebotes, o recorde de sua carreira, em 29 minutos na vitória de 111–104 sobre o Dallas Mavericks.

### Toronto Raptors (2020–2021)
Em 22 de novembro de 2020, Bembry assinou um contrato de dois anos com o Toronto Raptors no valor de US$ 4 milhões. Isso foi anunciado oficialmente em 29 de novembro de 2020.
Em 31 de janeiro de 2021, ele marcou 12 pontos na vitória por 115-102 contra o Orlando Magic.
Em 3 de agosto, ele foi dispensado pelos Raptors.

### Brooklyn Nets (2021–Presente)
Em 8 de agosto de 2021, Bembry assinou com o Brooklyn Nets.

## Estatísticas

### NBA

#### Temporada regular
| Ano      | Equipe   | PJ  | PT | MPJ  | AP   | 3P   | LL   | RT  | AS  | BR  | TO | PPJ |
| -------- | -------- | --- | -- | ---- | ---- | ---- | ---- | --- | --- | --- | -- | --- |
| 2016–17  | Atlanta  | 38  | 1  | 9.8  | .480 | .056 | .375 | 1.6 | .7  | .2  | .1 | 2.7 |
| 2017–18  | Atlanta  | 26  | 3  | 17.5 | .414 | .367 | .576 | 2.8 | 1.9 | .8  | .5 | 5.2 |
| 2018–19  | Atlanta  | 82  | 15 | 23.5 | .446 | .289 | .640 | 4.4 | 2.5 | 1.3 | .5 | 8.4 |
| 2019–20  | Atlanta  | 43  | 4  | 21.3 | .456 | .231 | .542 | 3.5 | 1.9 | 1.3 | .4 | 5.8 |
| 2020–21  | Toronto  | 51  | 12 | 19.1 | .513 | .264 | .682 | 2.9 | 2.1 | 1.0 | .4 | 5.7 |
| Carreira | Carreira | 240 | 35 | 18.2 | .461 | .241 | .563 | 3.0 | 1.8 | .9  | .3 | 5.5 |

### Universitário
| Ano      | Equipe         | PJ  | PT  | MPJ  | AP   | 3P   | LL   | RT  | AS  | BR  | TO | PPJ  |
| -------- | -------------- | --- | --- | ---- | ---- | ---- | ---- | --- | --- | --- | -- | ---- |
| 2013–14  | Saint Joseph's | 34  | 34  | 32.6 | .458 | .346 | .583 | 4.5 | 2.7 | .9  | .6 | 12.1 |
| 2014–15  | Saint Joseph's | 31  | 31  | 38.6 | .432 | .327 | .638 | 7.7 | 3.6 | 1.9 | .9 | 17.7 |
| 2015–16  | Saint Joseph's | 36  | 35  | 37.3 | .479 | .266 | .657 | 7.8 | 4.5 | 1.4 | .8 | 17.5 |
| Carreira | Carreira       | 101 | 100 | 36.1 | .456 | .313 | .626 | 6.6 | 3.6 | 1.3 | .7 | 15.7 |

Fonte:

## Vida pessoal
Duas semanas antes do draft de 2016, o irmão mais novo de Bembry, Adrian, foi baleado e morto do lado de fora de um prédio em Charlotte, tentando terminar uma briga. Bembry veste a camisa número 95 em homenagem a seu irmão, nascido em 1995.

Ele é sobrinho de Gary Springer e primo do jogador do Philadelphia 76ers, Jaden Springer.